# Serge Courville
Pour les articles homonymes, voir Courville (homonymie).
Serge Courville est un géographe et professeur québécois.
Il fut professeur de géographie historique au département de géographie de l'Université Laval pendant plus de vingt ans et est professeur émérite de cette même institution.

## Distinctions
- 1991 - Prix Lionel-Groulx
- 1991 - Prix Jean-Charles-Falardeau
- 1992 - Membre de la Société royale du Canada
- 2000 - Bourse Killam
- 2002 - Prix Clio de la Société historique du Canada
- 2005 - Médaille Massey